# The American and the Queen
The American and the Queen er en amerikansk stumfilm fra 1910.